# Anyphaena tancitaro
Espèce
Anyphaena tancitaro est une espèce d'araignées aranéomorphes de la famille des Anyphaenidae.

## Distribution
Cette espèce est endémique du Mexique. Elle se rencontre au Michoacán et au Jalisco,.

## Description
Le mâle holotype mesure 5,76 mm et la femelle paratype 4,97 mm.

## Étymologie
Son nom d'espèce lui a été donné en référence au lieu de sa découverte, Tancítaro.

## Publication originale
- Platnick & Lau, 1975 : A revision of the celer group of the spider genus Anyphaena (Araneae, Anyphaenidae) in Mexico and Central America. American Museum novitates, no 2575, p. 1-36 (texte intégral).